# Beverley (Engeland)
Beverley is een civil parish in het bestuurlijke gebied East Riding of Yorkshire, in het Engelse graafschap East Riding of Yorkshire. De plaats telt 18.624 inwoners. Beverley Minster is een van de grootste gotische kerken van Engeland.

## Geboren
- Ken Annakin (1914-2009), filmregisseur
- Lisa Kay (1971), actrice
- Paul Robinson (1979), voetballer
- Elizabeth Simmonds 1991), zwemster